# Alam Kuh
L'Alam Kuh (persan : علم‌کوه) est un sommet en Iran, point culminant du massif de Takht-e Soleyman et deuxième plus haut sommet de la chaîne de l'Elbourz.